# KING OF THE JUNGLE
KING OF THE JUNGLE （キング・オブ・ザ・ジャングル）は、日本のロックバンド、TRICERATOPSの4thアルバム。2001年2月21日、 エピックレコードジャパンよりリリース。 

## 内容
- 前作より1年4ヶ月ぶりとなったアルバム。ジャケット撮影はスタジオ内でミニ・ジャングルを作って行われた。
- 本作で初めて、和田以外のメンバーによる楽曲が収録された。また、レコーディングでは初めてキーボードが使われている。
- 初回限定：3面デジパック仕様
- 「今までで、一番強力なアルバムを作ること」が今作のコンセプトであったと和田は語っている。
- 和田は後にインタビューでこのアルバムを「この頃の歌い方が実は嫌いです。完全に模索中です。」と語っている。
- 2016年8月24日には、翌年にデビュー20周年を迎えることを記念し、最新リマスタリング、高品質Blu-spec CD2仕様にて、本アルバムが復刻リリースされた。

## 収録曲
| 全作詞・作曲: 和田唱（#8, 作詞・作曲: 林幸治）、全編曲: TRICERATOPS。 |                        |                                  |                                  |      |
| #                                                                     | タイトル               | 作詞                             | 作曲・編曲                       | 時間 |
| 1.                                                                    | 「King Of The Jungle」 | 和田唱（#8, 作詞・作曲: 林幸治） | 和田唱（#8, 作詞・作曲: 林幸治） | 4:53 |
| 2.                                                                    | 「Silly Scandals」     | 和田唱（#8, 作詞・作曲: 林幸治） | 和田唱（#8, 作詞・作曲: 林幸治） | 3:25 |
| 3.                                                                    | 「摩天楼」             | 和田唱（#8, 作詞・作曲: 林幸治） | 和田唱（#8, 作詞・作曲: 林幸治） | 4:22 |
| 4.                                                                    | 「エメラルド」         | 和田唱（#8, 作詞・作曲: 林幸治） | 和田唱（#8, 作詞・作曲: 林幸治） | 5:58 |
| 5.                                                                    | 「Hotter Than Fire」   | 和田唱（#8, 作詞・作曲: 林幸治） | 和田唱（#8, 作詞・作曲: 林幸治） | 4:20 |
| 6.                                                                    | 「Fall Again」         | 和田唱（#8, 作詞・作曲: 林幸治） | 和田唱（#8, 作詞・作曲: 林幸治） | 4:25 |
| 7.                                                                    | 「Rain」               | 和田唱（#8, 作詞・作曲: 林幸治） | 和田唱（#8, 作詞・作曲: 林幸治） | 5:41 |
| 8.                                                                    | 「Listen」             | 和田唱（#8, 作詞・作曲: 林幸治） | 和田唱（#8, 作詞・作曲: 林幸治） | 3:30 |
| 9.                                                                    | 「Touch Me」           | 和田唱（#8, 作詞・作曲: 林幸治） | 和田唱（#8, 作詞・作曲: 林幸治） | 4:24 |
| 10.                                                                   | 「万華鏡へ」           | 和田唱（#8, 作詞・作曲: 林幸治） | 和田唱（#8, 作詞・作曲: 林幸治） | 5:12 |
| 11.                                                                   | 「Groove Walk」        | 和田唱（#8, 作詞・作曲: 林幸治） | 和田唱（#8, 作詞・作曲: 林幸治） | 4:32 |
| 12.                                                                   | 「New World」          | 和田唱（#8, 作詞・作曲: 林幸治） | 和田唱（#8, 作詞・作曲: 林幸治） | 5:15 |
| 合計時間:                                                             | 合計時間:              | 55:57                            |                                  |      |

### 楽曲解説
1. King Of The Jungle
本作のタイトルチューンであり、リードトラック。PVも制作された。また、本作発売直後に出演した「ミュージックステーション」ではこの曲が演奏された。曲名にある「Jungle」は、「みんなが本音で生きていける場所(和田)」を示している[1]。ギターソロは最初にプレイしたものを使ったという。
2. Silly Scandals
シングル「Fall Again」カップリング曲。
資生堂「ff（フフ）」CMソング
3. 摩天楼
4. エメラルド
5. Hotter Than Fire
6. Fall Again
13thシングル曲。
フジテレビ系ドラマ「編集王」主題歌
7. Rain
当初、「Fall Again」のカップリングのために書き下ろした曲。結局「すごくいい曲になっちゃった（和田）」ため、カップリングへの収録は見送られた。アルバムの曲の中で一番早く出来上がった曲。
8. Listen
バンド初の林による楽曲。ボーカルも林が担当（林はさらにギターも担当）。バンドにとって和田以外のメンバーによる曲が収録されたのは初めてであり、和田以外のメンバーがボーカルをとる曲が収録されたのも初めてだった。
当初は林と吉田の2人でインスト曲を作っていたが、その途中、林が「どうせなら歌う」とこの曲を作ってきた（これによりインスト曲の作成は中断）。和田曰く「メロディアスでポップな曲を書くんだなと思った」[2]。
9. Touch Me
全編にわたりファルセットが多用されている。
10. 万華鏡へ
コーセー「サロンスタイル」CMソング
11. Groove Walk
12thシングル曲。
コーセー「サロンスタイル」CMソング
12. New World

## 演奏
- 和田唱
  - Vocals, Guitar
  - Electric Piano (#4.9)
- 林幸治
  - Bass, Vocals
  - Guitar (#8)
- 吉田佳史：Drums, Percussion

## カバー
New World
- 仲井戸 "CHABO" 麗市 - トリビュート・アルバム『TRIBUTE TO TRICERATOPS』収録（2020年）